# Miguelito (zanger)
Miguel A. Valenzuela Morales (5 januari 1999) is een uit Puerto Rico afkomstige reggaetonartiest. Hij is de jongste Latin Grammy Award-winnaar ooit.

## Biografie
Miguelito is de zoon van een Dominicaanse vader en een Puerto Ricaanse moeder. Hij krijgt les op een privéschool in Dorado, Puerto Rico. Ook tijdens het toeren krijgt hij gewoon les.

## Carrière
Ondanks zijn jonge leeftijd heeft hij drie albums uitgebracht en opgetreden in onder andere Ecuador, Costa Rica, Colombia, de Dominicaanse Republiek en Chili. Op 13 november 2008 won hij als jongste artiest ooit een (Latin) Grammy, en wel de Latin Grammy voor Best Children Album voor zijn album El Heredero. Miguelito werkt ook als radiopresentator. Hij presenteert de Miguelito Radio Show op Power 103 FM, een Dominicaanse radiozender. Het programma werd al spoedig geadopteerd door Reggaeton 94 uit Puerto Rico.
Eind december 2008 tekende hij een contract met Universal Music Latino.

## Discografie

### Albums
- 2006 - Más Grande Que Tú
- 2007 - El Heredero
- 2009 - Los Pitchers (met Gold-2)
- 2010 - Todo El Mundo
- 2011 - Nadie Sabe lo Que Tiene
- 2011 - Tiempo de Navidad
- 2017 - Aquí para quedarse
- 2020 - Los Ingenieros
- 2021 - 081422
- 2023 - traje flow

### Singles
- 2006 - "Boom Boom"
- 2006 - "Móntala"
- 2007 - "La Escuela"
- 2007 - "Móntala (Remix)" (met Arcangel, Lennox, Aldo & Dandy, Tingui en Gold-2)
- 2008 - "Mochila de Amor" (met Divino)
- 2008 - "Al Son del Boom (Remix)" (met Daddy Yankee)
- 2008 - "Mochila de Amor (Remix)" (met Divino en Tito "El Bambino")
- 2008 - "Mi Generacion"
- 2008 - "Toma Toma" (met Falo en Andy Boy)
- 2009 - "Si Fueramos Adultos"
- 2010 - "No Lo Se ft Lorenzo"
- 2010 - "Maquinando"
- 2010 - "Luces, Camara, Accion"
- 2011 - "Maquinando (Remix)" (met El Sujeto, Franco El Gorila en Bonny Cepeda)
- 2011 - "Tu Bandera"
- 2011 - "Santa Claus is Coming to Town"
- 2012 - "La Adolescencia"
- 2012 - "Madre"
- 2012 - "Time After Time"
- 2012 - "El Tamborilero" (met Esthefanie)
- 2013 - "Stop Bullying"
- 2013 - "Stop Bullying"
- 2013 - "Swaggin"
- 2013 - "Party Nonstop"
- 2014 - "Suga Suga" (met Shawn Stockman)
- 2014 - "La Cura
- 2014 - "Mi Gatita de La Higth
- 2015 - "Like That
- 2015 - "Do With It
- 2015 - "Una En 1 Millon"
- 2015 - "Here To Stay"
- 2016 - "Take Over The World"
- 2016 - "Sabanas De Infiel"
- 2017 - "Esclavo"
- 2018 - "Corazones Sin Romances"
- 2018 - "Tu Decision"
- 2018 - "Cuéntale"
- 2018 - "El Secreto"
- 2019 - "loba"
- 2019 - "Dejame"
- 2019 - "Banco" (met TheoCiros)
- 2019 - "Los Cabales"
- 2019 - "Mas Perreo"
- 2019 - "Tiempo Perdido"
- 2020 - "Como Estas"
- 2020 - "Peleas"
- 2020 - "Poses" (met Gold2 y Theociros)
- 2020 - "Vamos Pa' La Calle"

## Trivia
- Miguelito heeft een eigen kledinglijn.[2]

- International Standard Name Identifier: 0000 0000 7341 1768
- Library of Congress Control Number: n2009080459
- MusicBrainz: a7d12dce-8c82-41fc-af71-7ef923413506
- Virtual International Authority File: 103483505
- WorldCat: E39PBJmMYJxhYHq8DQFwmFqvpP